# 松平家元
松平 家元（まつだいら いえもと、天文17年11月（1548年） - 慶長8年8月14日（1603年9月19日））は、戦国時代から江戸時代の人物。松平宗家8代目の三河国・岡崎城主・松平広忠の庶子で、徳川家康の異母弟とされる人物。後述のように架空人物説がある。

## 略伝・人物
彼の名は『徳川幕府家譜』（『御家譜』）に「家元」または「徳川三郎五郎」として記されている。その所伝は次のとおりである。
天文17年11月に広忠の「下戚腹」の子として生まれたが、翌年広忠が卒去したために、事情を申しのべる機会がなく、年月を経た。生母が岡崎在城時の家康に対して、広忠から与えられた脇差を証拠として差し出して広忠の子である旨を訴えると、家康はこれを認めて家臣とした。しかし、家元は多病であり、「人前難成」く「一生蟄居」し、慶長8年8月14日に56歳で卒去した。法名は正元院殿傑伝宗英大居士である。
また『朝野旧聞裒藁』12巻410から411頁に、以下の所伝が採録されている。
- 「御系図 水府本」 - 広忠の次男で、母は「御湯殿方女中」。13歳の時から両足が萎えてしまった[2]。没年月日の記載は前掲「徳川幕府家譜」に同じだが、「康元」の院号を「正元院」もしくは「松源院」として区別しているという（按文より）[2]。
- 「清家録」-「徳川幕府家譜」の記述と文言が全く同じである[2]。
- 「三家考」- 御系図と同内容。家康の「別腹」の弟で「御湯殿腹」[2]。13歳より「不行歩に付浪々」とする[2]。没年月日上に同じだが、院号は「正元院」とし、また「自注」として後「康元」と記す[2]。
- 「御九族記」-「徳川次郎五郎家元」で母は「御家女」[2]。『徳川幕府家譜』と同じく天文17年11月生まれとする[2]。「病身に付蟄居」とし、また没年月日は上に同じである[2]。法名は院号「正元院」のみを記す[2]。

江戸時代後期に編纂された『徳川実紀』（「東照宮御実紀」）では、松平広忠には家康の他に男子1名・女子3名（多劫姫、市場殿、矢田姫）がいたとし、家元について以下の記述を載せる。

## 家元の存在
彼の所伝に関しては、『朝野旧聞裒藁』において、次のような疑問が提示されている。
1. 家康の異父弟である松平康元の没年月日および「釋号」（傑伝宗英）が一致していること
2. 行歩が健やかでなかったことは両足の指を失った松平勝俊の所伝に似ていること
3. また脇差を与えられたというのは松平忠政（『寛政譜』新訂1巻221から222頁）の所伝に似ている

それゆえ『朝野旧聞裒藁』は、家元に関しての所伝が、上記3人の所伝を「混淆してかかる事を記せし」ものではないかとして、彼の存在に対して疑問を呈している。また中村孝也『家康の族葉』（講談社、1965年、53頁）および新行紀一「徳川家康の異母兄弟」（『岡崎市史研究』11号、岡崎市史編さん委員会、1989年、25頁）では、『朝野旧聞裒藁』が家元を「架空の人物」と見たものとし、この説を支持している。
- 注：『岡崎市史研究』11号、岡崎市史編さん委員会、1989、所収。25頁。但しこれは前掲「寛政譜」新訂1巻221、222頁に記される「忠政」「穎新」兄弟（松平広忠の項参照）についての論考である。同氏の執筆による『新編岡崎市史』2巻696頁も同旨。